# Oberröhrenbach

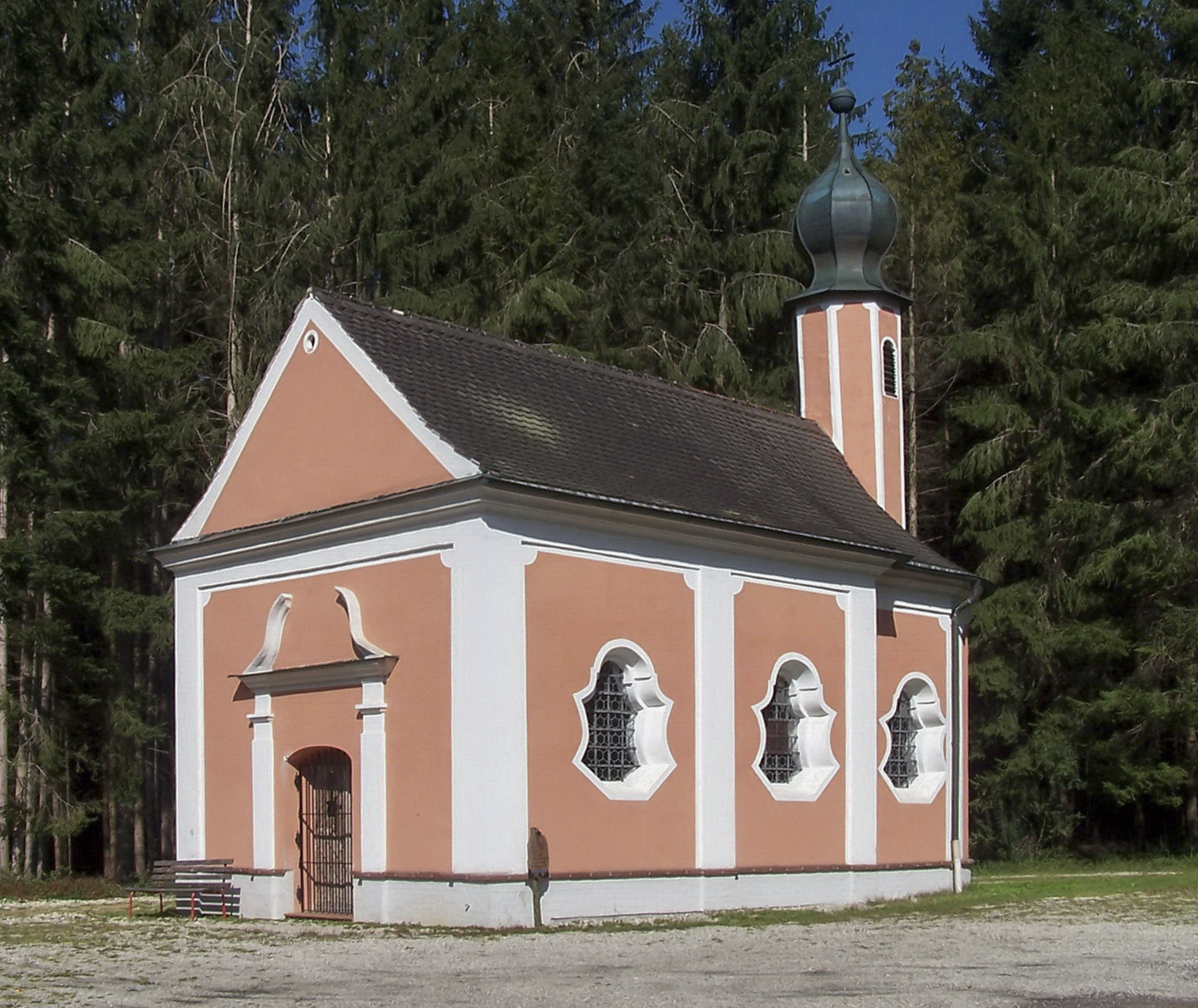
Außenansicht der Kapelle Zum Hergott auf der Wies von Südwesten

Oberröhrenbach ist ein Gemeindeteil des Marktes Essenbach im niederbayerischen Landkreis Landshut.

## Geographie
Das Dorf liegt nordöstlich des Kernortes Essenbach am Rohrbach und an der Kreisstraße LA 22. Unweit östlich liegt der Gemeindeteil Unterröhrenbach, westlich verlaufen die B 15 und die B 15a

## Baudenkmäler
Unweit südlich des Ortes an der Kreisstraße LA 22 auf einer Lichtung im Hauptteilholz befindet sich die römisch-katholische Kapelle Zum Herrgott auf der Wies (auch als Wieskapelle bezeichnet). Der kleine Rokoko-Saalbau wurde im Jahr 1754 errichtet und ist ein Baudenkmal.